# Кондратово (Кирилловский район)
Кондратово — деревня в Кирилловском районе Вологодской области.
Входит в состав Алёшинского сельского поселения, с точки зрения административно-территориального деления — в Ивановоборский сельсовет.
Расстояние до районного центра Кириллова по автодороге — 22,5 км, до центра муниципального образования Шиндалово по прямой — 5 км. Ближайшие населённые пункты — Кирсново, Ратибор, Бонема, Курикаево.
По переписи 2002 года население — 3 человека.